# Yonggary
Yonggary (kor. 대괴수 용가리 Daekoesu Yonggari) – południowokoreański film typu kaijū z 1967 roku w reżyserii Kim Ki-duka. Powstał na fali popularności japońskich filmów o Godzilli. W 1999 roku film doczekał się anglojęzycznego remake’u w reżyserii Shim Hyung-rae.

## Fabuła
Astronauta Yoo Kwang-nam świętuje swój ślub z Yu-ri. Przyjaciel rodziny Yoo, młody naukowiec Il-woo strofuje 8-letniego Younga za użycie w ramach psikusu jego wynalazku, specjalnej lampy, bez jego wiedzy. Nowożeńcy muszą przerwać miesiąc miodowy, gdy rząd nakazuje Kwang-namowi monitorowanie skutków testów atomowych przeprowadzanych na Bliskim Wschodzie. Prowadzą one do trzęsienie ziemi, którego epicentrum przenosi się do Półwyspu Koreańskiego. Władze początkowo ukrywają te informacje, dopóki nie będą one pewne, ale gdy trzęsienie dociera do prowincji Hwanghae, władze wprowadzają na tym obszarze stan wojenny.
W Panmundżom z pękającej ziemi wyłania się ceratozaur, którego uwiecznia się na fotografiach. Rannemu fotografowi przed śmiercią udaje się dostarczyć zdjęcia władzom. Potwór otrzymuje imię „Yonggary”, od związanego z trzęsieniami ziemi potwora z dawnych legend. Yonggary kieruje się w stronę Seulu i w mieście następuje ewakuacja. Wojska próbuje bezskutecznie powstrzymać potwora zdolnego ziać ogniem. Tymczasem Il-woo decyduje pozostać w Seulu, by pomóc wojsku, mimo sprzeciwów jego dziewczyny Soon-a, siostry Younga. Soon-a i Young podążają za Il-woo wśród panikujących mieszkańców.
Yonggary powoduje zniszczenia w Seulu, w trakcie którego Il-woo i Soon-a gubią się z Youngiem. W sztabie wojskowym prowadzona jest dyskusja jak zniszczyć Yongarrybez poważnych zniszczeń mienia. Young ukrywa się w kanałach i poprzez nie dociera do rafinerii. Domyśla się, że Yonggary tam dotrze i wyłącza główny zawór. Przybyły Yongary wypija ropę i w wyniku jej braku wpada w szał niszcząc ogonem jeden ze zbiorników. Wywołuje to reakcję chemiczną, która powoduje świąd u potwora.
Cały i zdrowy Young wraca do pracowni Il-woo i o wszystkim mu mówi. Il-woo jedzie z Yougniem i Soon-a na miejsce, gdzie dowiaduje się od stacjonujących żołnierzy o wykorzystaniu rakiet naprowadzających wobec Yonggary’ego. Il-woo prezentuje swą ekspertyzę oficjelom, mówiąc że Yonggary jest zależny od ciepła i rakiety jedynie go wzmocnią. Wojskowi nie biorą tego na poważnie, ale zgadzają się by Yonggary został zaatakowany po odciągnięciu go od centrum siedzib ludzkich. Wojsko przygotowuje zbiorniki z ropą mające zwabić Yonggary’ego. Plan się udaje, gdy Young znów bierze wynalazek Il-woo i jego światłem zwabia Yonggary’ego.
Il-woo opracowuje środek chemiczny na bazie amoniaku i udaje się helikopterem Kwang-nama. Tak jak przewidywał, pociski nie zrobiły krzywdy Yonggary’emu. Rozsypuje na niego chemikalia, prowadząc do nieprzytomności. Wojsko jednak przypisuje zasługi swemu planowi z rakietami i jest przekonane o śmierci potwora. Il-woo wie, że to chwilowe działanie i pracuje nad większą ilością swej mikstury. Young ponownie się wymyka z wynalazkiem i wybudza nim potwora, który nadal żyje i zaczyna tańczyć. Young zostaje złapany przez stacjonujących żołnierzy.
Yonggary kontynuuje destrukcyjny pochód i do wojska dociera fakt, że plan z rakietami nie zdaje egzaminu. Yonggary prezentuje również inną właściwość – emisję lasera z rogu. Nad rzeką Han-gang jest bezskutecznie atakowany przez myśliwce. W końcu przybywa helikopter, który zrzuca na Yonggary udoskonalony środek chemiczny Il-woo. Wkrótce potwór umiera w konwulsjach wykrwawiając się przez odbyt. Youngowi i Soon-a jest nieco szkoda Yonggary’emu, ale mają świadomość, że to było jedyne wyjście. Media ogłaszają Il-woo bohaterem, lecz ten mówi, że prawdziwe zasługi należą się Youngowi, bo to on dał mu wskazówki do pokonania Yonggary’ego. Young wyraża nadzieję, że Il-woo i Soon-a w końcu wezmą ślub.

## Obsada
- Oh Young-il – Ko Il-woo
- Lee Kwang-ho – Yoo Young
- Nam Jeong-im – Yoo Soon-a
- Lee Soon-jae –  Yoo Kwang-nam
- Kang Moon – Kim Yu-ri
- Kim Shin-jae – matka Yu-ri
- Twist Kim – żołnierz z jeepa
- Cho Kyoung-min – Yonggary

Źródło: 

## Produkcja
W 1966 roku południowokoreańska wytwórnia Keukdong Heungup szukało kolejnych gatunków do eksplorowania. Zachęcona popularnością japońskich filmów typu kaijū, a zwłaszcza ich międzynarodowym sukcesem, zdecydowała zrobić film w tym samym gatunku. Scenarzysta pierwotnie chciał, aby Yonggary był jednokomórkowym organizmem z kosmosu, który zmutował w gigantycznego potwora po ekspozycji na promieniowanie. Koreański krytyk filmowy i uczony Kim Song-ho ujawnił, że w oryginalnym scenariuszu nazwa kraju przeprowadzającego testy jądrowe nosiła pierwotnie nazwę „Orebia”, a miejscem przeprowadzenia testu była „Pustynia Goma”, inspirowana Gobi.
W wywiadzie dla Hanguk-yeongsang Jaryowon reżyser Kim Ki-duk wyjaśnił, że dwa słowa były podstawą nazwy „Yonggary”. Jedną z tych inspiracji był „Pulgasari”, potwór z koreańskich legend, zaś reżyser wybrał również słowo „yong” oznaczającego „smoka”. Kim i producenci przeprowadzili burzę mózgów nad wieloma pomysłami na to, jak będzie wyglądał potwór, i ostatecznie zdecydowali się na wygląd dinozaura, który pasowałby do nazwy „Yonggary”.
Koreańscy producenci zdawali sprawę z braku doświadczenia przy tego typu kinie, więc wynajęli usługi japońskiej firmy Ex Productions realizującej efekty specjalne dla serii japońskich filmów o Gamerze wytwórni Daiei. Kostium Yonggary’ego o wartości 1,2 mln wonów skonstruował współzałożyciel Ex Productions, Masao Yagi. Główne zdjęcia rozpoczęły się 3 kwietnia 1967 roku, a zdjęcia z efektami specjalnymi rozpoczęły się 6 kwietnia. Dodatkowo japońskie przedsiębiorstwo filmowe Tōei udzieliło koreańskim producentom wsparcia finansowego przy produkcji filmu i odpowiadało za jego sprzedaż na rynki zagraniczne.

## Premiera
Premiera Daekoeusu Yonggari odbyła się w kinie Kukje w Seulu 13 sierpnia 1967 roku i sprzedał ok. 110-150 tys. biletów podczas kinowego obiegu, co było wówczas sukcesem filmu ze względu na małą liczbę kin w kraju. Keukdong Entertainment nawiązała współpracę z Toei przy międzynarodowej dystrybucji filmu, przy czym Toei pełnił rolę międzynarodowego agenta sprzedaży filmu. Nazwa Toei pojawiało się na plakatach na różnych terytoriach, co prowadziło do nieporozumień, że film był całkowicie japońską produkcją. W erefenowskim wydaniu film został przemianowany na Godzillas Todespranke (niem. Łapa śmierci Godzilli), mimo że nie jest powiązany z Godzillą.
W Stanach Zjednoczonych był dystrybuowany American International Pictures jako Yongary, Monster From the Deep. Pierwotnie planowano wypuścić film do kin, lecz ostatecznie został wydany bezpośrednio do telewizji przez oddział wytwórni – American International Television w ramach bloku Fantastic Science-Fiction Theater w 1970 roku. Film otrzymał angielski dubbing, w którym Il-woo został nazwany jako „Iloo Nami”, a Young otrzymał imię „Icho”. Wbrew obiegowej opinii dubbing ten nie został opracowany przez Titra Sound Studios bądź wyreżyserowany przez Salvatore’a Billiteriego, którzy zwykle produkowali dla American International Pictures angielskie wersje językowe do dystrybuowanych przez nich zagranicznych filmów. Dubbing wykonało studio dubbingowe w Rzymie.

## Konserwacja filmu
Kiedy Keukdong Heungup wyeksportowało film, wysłało wszystkie oryginalne materiały, w tym negatywy, do Toei. Kim Ki-duk wyjaśnił, że w latach 60. bardzo niewiele południowokoreańskich filmów sprzedawano na rynek międzynarodowy, więc niewiele było wiedzy na temat odpowiednich procedur eksportu. Dodatkowo film zniknął z Korei Południowej po kinowym wydaniu i spowodowało to, że oryginał stał się dziełem zaginionym. Obecnie film zachował się jedynie w angielskiej wersji językowej na potrzeby amerykańskiej telewizji.
Ok. 2000 roku odkryto 48-minutową 35-milimetrową kopię koreańskiej wersji filmu nabytą przez Hanguk-yeongsang Jaryowon. Kopia ta w 2007 roku została przegrana na cyfrową taśmę DigiBeta, ponieważ nie można jej było wyświetlić z powodu poważnych uszkodzeń. 48-minutowa wersja miała premierę na pierwszym Międzynarodowym Festiwalu Filmowym w Chungmuro w 2008 roku. W 2011 roku Daekoesu Yonggari został wyemitowany w EBS, będąc tym samym jego pierwszą telewizyjną w Korei Południowej od czasów premiery kinowej.

## Odniesienia w kulturze popularnej
- Filmowiec i komik Shim Hyung-rae, reżyser późniejszego remaku, w 1993 roku nakręcił film Young-guwa gongryong Zzu-Zzu parodiujący postać Yonggary’ego[15].
- W 1999 roku przedsiębiorstwo żywieniowe Harim wypuściło na rynek kierowane dla dzieci nuggety z kurczaka w kształcie dinozaurów reklamowane Yonggarym w wersji kreskówkowej[16][17].
- W amerykańskim filmie Pacific Rim: Rebelia (2018) Yonggary jest wymieniony w bazie danych PPDC[18].